# متامونادا
متامونادا (نام علمی: Metamonada) نام یک شاخه از برون‌کافتگان است. متامونادها هنوز به خوبی دسته‌بندی نشده‌اند اما می‌توان گفت آن‌ها پروتوزوآی تاژک‌دار میتوکندری‌دار هستند. اغلب اندامگان بی‌هوازی بوده و بسیاری‌شان با جانوران هم‌زیستی می‌کنند.

## واژه‌شناسی
Metamonada (فراتک‌ریختان) برگرفته از دو ریشه لاتینی تغییر (meta) و واحد (monus) است و به فرم‌های متنوع بعضی از یاخته‌ها اشاره دارد.